# 13 (musical)
13 è un musical del 2007 con musiche e libretto di Jason Robert Brown e sceneggiatura di Dan Elish e Robert Horn. Il musical è incentrato sulla vita del tredicenne Evan Goldman che si è trasferito ad Appleton, in Indiana, da New York, e di tutti i suoi dubbi e dilemmi tipicamente adolescenziali, che si fanno sempre più forti con l'avvicinarsi della data del suo Bar mitzvah. Il musical ha debuttato a Los Angeles nel 2007 e si è trasferito a Broadway il 16 settembre 2008.

## Trama

### Atto I
Il dodicenne newyorkese Evan Goldman è circondato da rabbini che gli spiegano che, completato il Bar mitzvah, diventerà un uomo. Evan si rivolge direttamente al pubblico, spiegando loro quanto sia stressante essere un tredicenne, soprattutto da quando i genitori hanno divorziato, soprattutto a causa della paura causata dall'avvicinarsi della data del suo tredicesimo compleanno, in cui si svolgerà il suo Bar Mitzvah, e per il quale vorrebbe organizzare una festa straordinaria ("Thirteen/Becoming A Man"). Ma quando tutto sembra andare per il meglio, la madre informa Evan che loro due si sarebbero trasferiti in Indiana, per ricominciare là una nuova vita.
Arrivato nella nuova cittadina, Evan si lamenta del fatto che non ci siano grandi zone verdi dove festeggiare il suo Bar Mitzvah; qui, nel suo nuovo quartiere, conosce Patrice, una ragazzina timida ed impacciata con pochi amici, che concorda con Evan circa le poche possibilità di svago che la città offre, pur ammettendo che da quando il ragazzo si è trasferito le cose sono cominciate a migliorare ("The Lamest Place in the World").
Quando, a settembre, ricomincia la scuola, Brett, il ragazzo più popolare della scuola, trova il coraggio di chiedere a Kendra, la più carina dell'istituto, di uscire con lui per una “note scary movie”, essendo smanioso di baciare la ragazza ("Hey Kendra"). Kendra accetta, nonostante la sua miglior amica Lucy tenti di dissuaderla. L'idea di invitare Kendra ad uscire con lui era stata suggerita a Brett da Evan e il ragazzo, grato al nuovo amico, stabilisce che il nuovo arrivato è cool e lo soprannomina “Brain” (“Cervello”). Evan è felice di avere un nuovo amico e lo invita al suo Bar Mitzvah, sapendo che di conseguenza anche tutti gli altri ci andranno. Quando Patrice lo scopre, si ingelosisce perché sa che se Brett andrà alla festa di Evan, tutti andranno con lui, mentre se lei va al Bar Mitzvah del suo amico nessun altro ci verrà, essendo odiata da tutti. Evan cerca di tirar su il morale all'amica, ma quando si accorge che la ragazza ha ragione, le ritira l'invito. Archie, un ragazzo con problemi alle gambe, la cui unica e migliore amica è proprio Patrice, è stupito di come Evan abbia potuto involontariamente umiliare l'amica, ma promette al ragazzo di aiutarlo a far pace con la ragazza, ma con la condizione di procuragli un appuntamento con Kendra. Archie, premendo sul senso di colpa di Evan, e dicendogli che la sua malattia è degenerativa e che magari non avrebbe più potuto camminare, riesce a convincere l'amico a organizzargli un incontro con la popolarissima Kendra ("Get Me What I Need"), che alla fine acconsente. Intanto, durante gli allenamenti delle cheerleader, mentre Kendra prova una nuova esibizione, Lucy decide che lei sarebbe diventata la ragazza di Brett, e non l'amica ("Opportunity"). Archie tenta di convincere Patrice a dare una seconda possibilità ad Evan, sapendo che lei ha anche una cotta per il ragazzo, ma Patrice ha perso fiducia in Evan ("What It Means To Be A Friend").
Il giorno dopo, Brett dice ad Evan di convincere la madre per comprare dei biglietti per vedere il film horror The Bloodmaster, ma il ragazzo ribatte che sua mamma non comprerebbe mai dei biglietti per un cinema in cui i minorenni non possono entrare. Allora Brett ricatta Evan, dicendogli che se non gli procurerà i biglietti nessuno sarebbe venuto al suo Bar Mitzvah. Così Evan, dopo aver pensato a vari piani per convincere la madre, decide di giocare la carta dell'invalidità di Archie per convincere la genitrice (“All Hail the Brain/Terminal Illness"), che infine cede e accetta di prendere i biglietti. Inoltre, per cercare di fare pace con Patrice, Evan la invita al cinema per quella sera, come un appuntamento. Soltanto in quel momento si accorge che l'appuntamento che ha combinato tra Kendra e Archie coincide con l'appuntamento tra Kendra e Brett. Così Evan stabilisce che andranno tutti a vedere “The Bloodmaster” e che Archie si deve accontentare di sedersi solo vicino a Kendra, e il ragazzo accetta.
Così ognuno si prepara per il venerdì sera ("Getting Ready").

### Atto II
Al cinema, Patrice è sconvolta del fatto che Evan non si sia nemmeno seduto vicino a lei; intanto Archie rovina il tanto atteso bacio tra Brett e Kendra ("Any Minute"). Brett, infuriato, giura di vendicarsi di Archie ed Evan, e Lucy, vedendo di avere una possibilità, bacia il ragazzo. All'uscita del cinema Patrice informa Evan che Brett è infuriato con lui (“Good Enough”); intanto anche Archie è infuriato con Evan per non aver avuto la sua chance con Kendra. Così Evan si ritrova solo e abbandonato dagli amici (“Being a Geek”).
Dopo il loro bacio, Lucy costringe Brett a passare sempre più tempo con lei, tanto che gli amici del ragazzo stabiliscono che la ragazza non sia una buona compagnia né per Brett né per loro ("Bad Bad News"). Allora Evan promette di aiutare Brett a riconquistare Kendra, sperando di riottenere una certa popolarità. Archie, temendo che quella di Evan sia una “missione suicida”, supplica Patrice di aiutare l'amico. Patrice arriva appena in tempo all'incontro tra Brett e Kendra, ed aiuta Evan a suggerire al ragazzo cosa dire ("Tell Her"). Brett accetta i loro consigli e si mette insieme a Kendra, formando una nuova coppia.
Lucy, umiliata e infuriata, medita vendetta. Così, Lucy sparge in giro la voce che Kendra stia tradendo Brett con Evan e, per una sfortunata coincidenza, il ragazzo trova la fidanzata e l'amica insieme ("It Can't Be True"). Così Brett dice a Evan che nessuno andrà al suo Bar Mitzvah, ma il ragazzo non ci rimane male, avendo capito che la compagnia di Brett non è adatta lui e che i suoi unici veri amici sono Archie e Patrice. Così, Evan si riappacifica con entrambi e bacia Patrice, capendo che fare scelte sbagliate sia una parte essenziale della crescita ("If That's What It Is").
Evan, celebrando il suo Bar Mitzvah con i suoi due amici, capisce finalmente cosa significa crescere ("A Little More Homework").
Il musical si conclude con un numero corale con tutto il cast ("Brand New You").

## Numeri musicali

### MTI Version
- “13”/“Becoming a Man” – Rabbino, Evan e Cast
- “The Lamest Place in the World” – Patrice
- “Hey Kendra” – Brett, Malcolm, Eddie, Lucy e Kendra
- “Get Me What I Need” – Archie e Cast
- “Opportunity” – Lucy e cheerleader
- “What It Means to Be a Friend” – Patrice
- “All Hail the Brain”/“Terminal Illness” – Evan, Archie, Brett e Cast
- “Getting Ready” – Cast
- “Any Minute” – Brett, Kendra, Patrice e Archie
- “Good Enough” – Patrice
- “Being a Geek” – Evan e Rabini
- “Bad Bad News” – Eddie, Malcolm, Simon e Richie
- “Tell Her” – Evan e Patrice
- “It Can't Be True” – Lucy, Molly, Charlotte, Cassie, Eddie, Malcolm, Richie e Simon
- “If That's What It Is” – Archie, Patrice ed Evan
- “A Little More Homework” – Evan e Cast
- “Brand New You” – Cassie, Charlotte, Molly e Cast

### Broadway
- “13”/“Becoming a Man” – Evan e Cast
- “The Lamest Place in the World” – Patrice
- “Hey Kendra” – Brett, Malcolm, Eddie, Lucy e Kendra
- “Get Me What I Need” – Archie e Cast
- “What It Means to Be a Friend” – Patrice
- “All Hail the Brain”/“Terminal Illness” – Evan, Archie, Brett e Cast
- “Getting Ready” – Cast
- “Any Minute” – Brett, Kendra, Patrice e Archie
- “Good Enough” – Patrice
- “Bad Bad News” – Eddie, Malcolm, Simon e Richie
- “Tell Her” – Evan e Patrice
- “It Can't Be True” – Lucy, Molly e Cast
- “If That's What It Is” – Archie, Patrice ed Evan
- “A Little More Homework” – Evan, Charlotte e Cast
- “Brand New You” – Cassie, Charlotte, Molly e Cast

L'Original Broadway Cast Album è stato registrato durante le anteprime. L'album non include “Good Enough”, ma include le canzoni eliminate nel rodaggio finale:
- “Here I Come” – Evan e Company
- “Opportunity” – Lucy e Company

Inizialmente lo spettacolo era un musical in due atti con un intervallo, e durava circa due ore. Il numero che concludeva il primo atto era “Here I Come”, mentre quello d'apertura del secondo atto era “Opportunity”. In seguito i due numeri furono eliminati e i due atti diventarono un atto unico senza intermissioni.

### Goodspeed
Atto I
- “13”/“Becoming a Man” – Evan e Cast
- “I've Got a Feeling” – Patrice, Brett e Cast
- “Get Me What I Need” – Archie e Cast
- “What It Means to Be a Friend” – Patrice
- “All Hail the Brain”/“Terminal Illness” – Evan, Archie e Cast
- “Getting Ready” – Cast
- “Any Minute” – Brett e Kendra
- “Good Enough” – Patrice
- “Here I Come” – Evan e Cast

Atto II
- “Anything You Want” – Brett, Lucy, Kendra e Cast
- “Bad Bad News” – Malcolm, Eddie, Simon e Richie
- “Tell Her” – Evan e Patrice
- “Big Day” – Cast
- “Perfect Pieces” – Evan
- “It Can't Be True” – Lucy e Cast
- “If That's What It Is” – Archie, Patrice ed Evan
- “A Little More Homework” – Evan, Charlotte e Cast

### Los Angeles
- “13”/“Becoming a Man” – Evan e Cast
- “All the Cool Kids” – Brett, Malcolm, Eddie e Cast
- “Get Me What I Need” – Archie e Kendra
- “What It Means to Be a Friend” – Patrice
- “Getting Ready” – Archie, Evan, Brett, Kendra, Lucy e Cast
- “The Bloodmaster” – Cassie, Molly, Charlotte, Simon, Richie e Cast
- “Being a Geek” – Evan, Rabbis e Boys
- “Angry Boy” – Brett, Malcolm, Kendra, Lucy e Cast
- “Tell Her” – Evan e Patrice
- “It Can't Be True” – Lucy e Cast
- “Getting Over It” – Evan
- “My Name is Archie” – Archie
- “Brand New You” – Kendra, Patrice e Cast

Le canzoni "Introduction" (Cast) e "I Know You Want Me" (Lucy, Arhcie e Cast) furono composte ed incise, ma non furono mai eseguite sulla scena.

## Produzioni

### Los Angeles
La prima assoluta del musical si è tenuta il 7 gennaio 2007 al Mark Taper Forum di Los Angeles, dove la produzione è rimasta in scena fino al 18 febbraio 2008. Il musical aveva le coreografie di Michele Lynch, ed un cast ed una band interamente composta da teenager. Il musical ha ricevuto una nomination al “LA Stage Alliance Ovation Awards”. In seguito, il musical è stato portato al Norma Terris Theatre a Chester dalla compagnia “Goodspeed Musicals”, dove è rimasto da maggio al giugno 2008, con la direzione di Jeremy Sams e le coreografie di Christopher Gattelli.

### Broadway
Il musical ha aperto a Broadway al Bernard B. Jacobs Theatre il 16 settembre 2008 in anteprima, con il debutto ufficiale il 5 ottobre 2008, ed ha chiuso il 4 gennaio 2009 dopo 105 repliche e 22 anteprime. Il cast e lo staff erano per la gran parte quelli della produzione di “Goodspeed”, con anche la band composta quasi interamente da adolescenti. La produzione ha ricevuto una nomination ai Drama Desk Award per le liriche di Jason Robert Brown.

### Off-Broadway
Il musical ha aperto nell'Off-Broadway al McGinn/Cazale Theatre il 23 aprile 2011, prodotto dalla the Children's Acting Company. Le musiche e le liriche sono state parzialmente revisionate da Brown, Dan Elish e Robert Horn, come per la produzione al French Woods Performing Arts Camp nell'estate del 2009.

### Israele
Nella stagione 2009-2010 è stata realizzata in Israele la prima produzione di 13 a Gerusalemme, ottenendo un grande successo in tutto il paese. Anche in questa produzione il cast e la band erano composte in gran parte da ragazzini.

### West End
Nell'aprile 2011 13 ha debuttato in Gran Bretagna ad opera della compagnia YPTG (Young Performers Theatre Group), con un cast di adolescenti nella cittadina di Shropshire, in provincia di Shrewsbury. Lo stesso mese lo show ha debuttato al Regional London Premiere nella Walton Playhouse. Questo show è stato co-prodotto dalla Rival Theatre Company, con la regia di Frazer Brown.

## Cast
- Evan Goldman (Tenore) – Graham Phillips
- Patrice (Mezzosoprano) – Allie Trimm
- Archie (Tenore) – Aaron Simon Gross
- Lucy (Mezzosoprano) – Elizabeth Gillies
- Brett Sampson (Baritono) – Eric Nelsen
- Kendra Quaker (Soprano) – Delaney Moro
- Charlotte (Soprano) – Ariana Grande
- Eddie (Tenore) – Al Calderon
- Malcolm (Baritono) – Malik Hammond
- Molly (Mezzosoprano) – Caitlin Gann (sostituta di Kendra)
- Cassie (Soprano) – Brynn Williams
- Simon (Tenore) – Joey La Varco (sostituto di Brett ed Eddie)
- Richie (Tenore) – Eamon Foley (sostituto di Malcolm)

### Sostituti
- Corey John Snide - Evan alternato (Snide interpretava Evan nelle matinée del week-end)
- Riley Costello – sostituto di Eddie, Richie, Archie, Simon
- Gerry Kenneth Thibou - sostituto Archie, Eddie, Richie, Simon
- Henry Hodges - sostituto Archie, Evan, Richie, Simon
- Mary Claire Miskell – sostituta di Cassie, Charlotte, Lucy, Molly, Patrice
- Liana Ortiz - sostituta di Cassie, Charlotte, Kendra, Lucy, Molly
- Max Schneider – Sostituto di Brett, Malcolm, Richie, Simon

### Orchestra
- Direttore - Tom Kitt
- Tastiera 1 - Tom Kitt
- Tastiera 2 - Adam Michael Kaufman
- Chitarra - Chris Raymond e Zach Page
- Basso - Lexi Bodick
- Percussioni - Zac Coe
- Chitarra, percussioni - Charlie Rosen
- Percussioni - Mat Eisenstein